# Nicolás Posse
Nicolás José Posse (n. 4 februarie 1966, Buenos Aires, Argentina) este un politician argentinian și inginer industrial care a ocupat funcția de șef al Cabinetului de Miniștri⁠(d) al țării din decembrie 2023 până în mai 2024, sub președintele Javier Milei. Înainte de a intra în politică, Posse a fost director executiv la Aeropuertos Argentina 2000 și a avut un rol strategic în campania prezidențială din 2023 a lui Javier Milei.

## Biografie
Nicolás José Posse a urmat Instituto Tecnológico de Buenos Aires, absolvind în 1989, și Universitatea Cambridge.
Nicolás José Posse și-a început cariera la Molinos Río de la Plata, înainte de a lucra ca CEO al vânzărilor duty-free la Aeropuertos Argentina 2000, o subsidiară a Corporación América, deținută de Eduardo Eurnekian. Posse a fost, de asemenea, șeful managementului de proiect în cadrul „Coridorului Bioceanic Aconcagua” între 2009 și 2017, o inițiativă menită să lege oceanele Atlantic și Pacific printr-un coridor feroviar de înaltă tehnologie. În timpul acestui proiect, l-a cunoscut pe Javier Milei.
Începând cu iulie 2023, în contextul alegerilor prezidențiale, Nicolás José Posse și-a luat concediu fără plată pentru a se dedica pe deplin campaniei prezidențiale a lui Javier Milei, candidatul La Libertad Avanza. În cadrul campaniei libertariene, Posse a fost responsabil de coordonarea echipelor tehnice ale La Libertad Avanza. După victoria electorală a lui Milei, Posse a coordonat tranziția și a fost prezent la prima întâlnire dintre președintele ales Milei și președintele în exercițiu Alberto Fernández la Quinta de Olivos, pentru a discuta transferul de putere.
Pe 10 decembrie 2023, Nicolás José Posse a preluat funcția de șef al Cabinetului Național. A demisionat pe 27 mai 2024, fiind înlocuit de fostul ministru de interne, Guillermo Francos.

## Viața personală
Nicolás José Posse este căsătorit și are o fiică.
Nicolás José Posse este alpinist, escaladând de mai multe ori vârful Aconcagua, și a participat la maratoane.